# Zenon von Elea

Zenon von Elea

Zenon von Elea (griechisch Ζήνων Zḗnōn, latinisiert Zeno, auch Zeno der Ältere; * um 490 v. Chr. in Elea; † um 430 v. Chr. vermutlich in Elea oder Syrakus) war ein antiker griechischer Philosoph. Er wird zu den Vorsokratikern gezählt. Es gibt starke Hinweise, dass er Freund und Schüler des Parmenides von Elea war. Allerdings ist dies nicht zweifelsfrei geklärt.

## Lehre
Zenon sah seine Hauptaufgabe darin, die Lehre des Parmenides gegen kritische Einwände zu verteidigen. Dabei gelang ihm eine überaus scharfsinnige und überzeugende Kunst der Beweisführung. So wird er von Aristoteles als Erfinder der Kunst des Argumentierens, die Aristoteles als Dialektik bezeichnet, genannt. Plutarch berichtet, dass Zenon eine besondere Fähigkeit entwickelt hatte, andere zu widerlegen und mit Einwürfen zu bedrängen, bis sie keine Argumente mehr vorbringen konnten. Nach Plutarch äußerte sich auch Timon von Phleius über diese Kunst: „Unüberwindlich ist die gewaltige Stärke des Zenon. Keiner entgeht ihm, dem doppelzüngigen Manne […].“
Zenon beschäftigte sich vor allem mit dem Problem des Kontinuums, insbesondere dem Verhältnis von Raum, Zeit und Bewegung. Dies schlug sich nieder in mindestens zehn – Proklos berichtet von 40 – Trugschlüssen, von denen zehn indirekt überliefert sind. Die bekanntesten sind die Paradoxien der Bewegung, der Trugschluss von Achilles und der Schildkröte, dem zufolge ein schneller Läufer einen langsamen Läufer nicht überholen könne, sofern er jenem einen Vorsprung gewähre, sowie die damit verwandten Trugschlüsse des Nicht-ans-Ziel-kommen-Könnens (Teilungsparadoxon) und des Nicht-Weglaufen-Könnens sowie das Pfeil-Paradoxon und das Stadion-Paradoxon. Weitere sind Zenons Paradoxien der Vielheit und Paradoxon vom Fuder Hirse.
Die Struktur der Paradoxien folgt dem Prinzip des indirekten Beweises. Sie sind so angelegt, dass zu Beginn der zu widerlegende Standpunkt angenommen wird. Aus den Annahmen wird dann ein unendlicher Regress konstruiert. So wird zum Beispiel beim Teilungsparadoxon die noch zu durchlaufende Strecke geteilt, um zu argumentieren, dass der zweite Teil ja auch wieder durchlaufen werden müsse. Auf diesen Teil trifft das dann wiederum auch zu. Das ist gedanklich unendlich wiederholbar.
Zenons Argumentation dreht sich in seinen Paradoxien um die Frage, ob die Welt in diskrete Einheiten zerlegbar ist, es also Teilbarkeit gibt, oder ob die Welt tatsächlich eine kontinuierliche Einheit bildet. Die Annahme von Teilbarkeit führt zu dem Problem, dass entweder alles unendlich teilbar ist oder aber es letzte Elementarquanten von Raum und Zeit geben muss. Der Großteil der Paradoxien setzt nun eines von beidem voraus und folgert daraus die Unmöglichkeit von Dingen und Vorgängen, die im Alltag durchaus als möglich erlebt werden. So weiß man aus Erfahrung, dass jeder Läufer sein Ziel erreichen kann. Zenon diskutiert auf diese Art sowohl den Raum als auch die Bewegung.
Einige Interpreten nehmen an, dass Zenon mit seinen Gedankengängen die Philosophie seines Lehrers Parmenides („Es gibt nur das unendlich Eine und alle Bewegung ist nur Illusion“) verteidigen wollte. Platon lässt (in seinem Dialog „Parmenides“ 128d) den Zenon berichten, dass er Parmenides gegen den Vorwurf, seine Ablehnung der Vielheit und der Bewegung führe zu unsinnigen Konsequenzen, habe in Schutz nehmen wollen mit dem Nachweis, dass das Festhalten an Bewegung und Vielheit zu noch unsinnigeren Folgerungen führe. Allerdings sagt Zenon dort auch, es handle sich bei dieser Schrift um ein Jugendwerk, das, ihm entwendet, ohne seine Einwilligung unter die Leute gebracht worden sei. Zumindest lässt sich sicher sagen, dass sich Zenons Philosophie gegen die Annahme bestimmter philosophischer Grundpositionen zur Erklärung der Welt richtet. Gegen diese Positionen argumentiert auch Parmenides. Allerdings gibt es bei einigen der Paradoxien Widersprüche zu Parmenides’ kugelförmigem Weltbild. Streng genommen lässt sich aus Zenons Argumenten nur ableiten, dass die Annahme von Raum und Bewegung unter den in der jeweiligen Paradoxie gemachten Voraussetzungen zu absurden Konsequenzen führt, also die Voraussetzungen nicht zutreffen können.
Gegen die Paradoxien wurden verschiedenste Argumente vorgebracht, weswegen sie als widerlegt gelten. Für Messungen in der Quantenwelt konnten sie dagegen 1994 an der Ludwig-Maximilians-Universität München bestätigt werden: Die Bewegung eines Quantensystems wurde nachweislich alleine durch eine Folge dichter Messungen zum Stillstand gebracht, was zur theoretischen Modellierung des Quanten-Zeno-Effekts führte.

## Zenon als Namensgeber
Der Asteroid (6186) Zenon ist nach ihm benannt.